# Nova Revolução Humana
Nova Revolução Humana é uma série de romances do subgênero roman à clef escrita pelo autor japonês Daisaku Ikeda. A obre é dividida em 30 volumes e foi publicada entre 1995 e 2018. Este é um spin-off da série de doze volumes Revolução Humana.

## Enredo
Nova Revolução Humana começa em outubro de 1960 com a viagem do protagonista Shin-iti Yamamoto ao Canadá, Estados Unidos e Brasil, com o objetivo de visitar e incentivar os membros da Soka Gakkai que viviam no exterior na época. A série também é uma homenagem de Ikeda a todos os membros da organização neobudista Soka Gakkai International. Esta obra compartilha a crença do autor de que as armas nucleares são uma ameaça à vida e aos direitos humanos básicos. Além disso, reflete a esperança de que a voz de Jossei Toda, que atuou como mentor de Ikeda, seja divulgada para para as gerações futuras. Assim, Nova Revolução Humana acompanha o progresso da Soka Gakka desde a morte de Toda em 1958 e configura como um relato sobre a personalidade deste líder budista, assim como um tributo aos esforços dela. Para atingir esse objetivo, Ikeda descreve as próprias lutas e as dos membros pioneiros da Soka Gakkai realizadas com o objetivo de realizar o desejo de Toda de que todos melhorem suas vidas e se esforcem a serviço da humanidade com base na filosofia do Budismo Nitiren. Além disso, este romance histórico tem como foco o conceito de “revolução humana”, ou seja, a invocação do poder ilimitado inerente ao ser humano, além de retratar como essa transformação pessoal pode atuar na construção de uma movimento pela paz global e empoderamento individual, em um processo dinâmico que na Soka Gakkai é denominado Kosen Rufu.
Daisaku Ikeda começou a escrever  Nova Revolução Humana em 6 de agosto de 1993 e concluiu em 6 de agosto de 2018. As datas foram escolhidas pela simbologia dos aniversários do bombardeiro de Hiroshima e da Declaração Universal para a Abolição das Armas Nucleares do então líder da Soka Gakkai, Josei Toda. Dessa forma, A Nova Revolução Humana foi lançada como série no jornal diário da Soka Gakkai, o Seikyo Shimbun, durante este período, com a última edição publicada em 8 de setembro de 2018. A obra é um relato romanceado da história e desenvolvimento da organização budista Soka Gakkai pelo terceiro presidente da associação, Daisaku Ikeda. Assim, dá continuidade à trama da série Revolução Humana, que apresentava a história do desenvolvimento pós-guerra da Soka Gakkai sob a presidência de Josei Toda. Em Nova Revolução Humana, os nomes dos personagens são fictícios e Ikeda aparece na obra com o pseudônimo de Shin'ichi Yamamoto.

## Recepção
Ao abordar temas como a relação entre mestre e discípulo e os desafios do cotidiano, Nova Revolução Humana tornou-se referência para estudos sobre a tradição budista da Soka Gakkai. Esta série de romances é considerada uma das obras mais famosas de Daisaku Ikeda como escritor.